# Saint-Jacques (métro de Paris)
Pour les articles homonymes, voir Saint-Jacques.
Saint-Jacques est une station de la ligne 6 du métro de Paris, située dans le 14e arrondissement de Paris.

## Situation
La station est située au milieu du boulevard Saint-Jacques, au niveau de l'intersection avec la rue du Faubourg-Saint-Jacques et la rue de la Tombe-Issoire.

## Histoire
La station est ouverte en 1906.

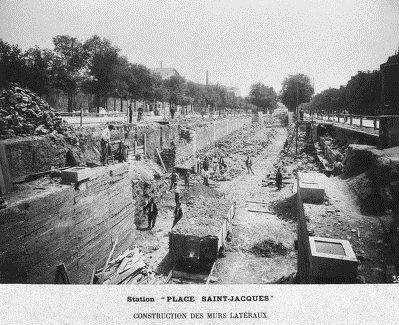
Construction des murs de la station en 1903.

Elle tient son nom de sa situation au sein de l'ancien faubourg Saint-Jacques, au croisement du boulevard Saint-Jacques (axe est-ouest) et des rues du Faubourg-Saint-Jacques et de la Tombe-Issoire (axe nord-sud).
Le 1er avril 2016, la moitié des plaques nominatives sur les quais de la station sont remplacées par la RATP pour faire un poisson d'avril le temps d'une journée, comme dans douze autres stations. Saint-Jacques est humoristiquement renommée « Coquille » en référence à la coquille Saint-Jacques.
En 2019, 1 954 772 voyageurs sont entrés à cette station ce qui la place à la 247e position des stations de métro pour sa fréquentation sur 302,.
En 2020, avec la crise du Covid-19, 900 155 voyageurs sont entrés dans cette station ce qui la place à la 257e position des stations de métro pour sa fréquentation.
En 2021, la fréquentation remonte progressivement, avec 1 407 837 voyageurs qui sont entrés dans cette station ce qui la place à la 244e position des stations de métro pour sa fréquentation sur 304,.

## Services aux voyageurs

### Accès

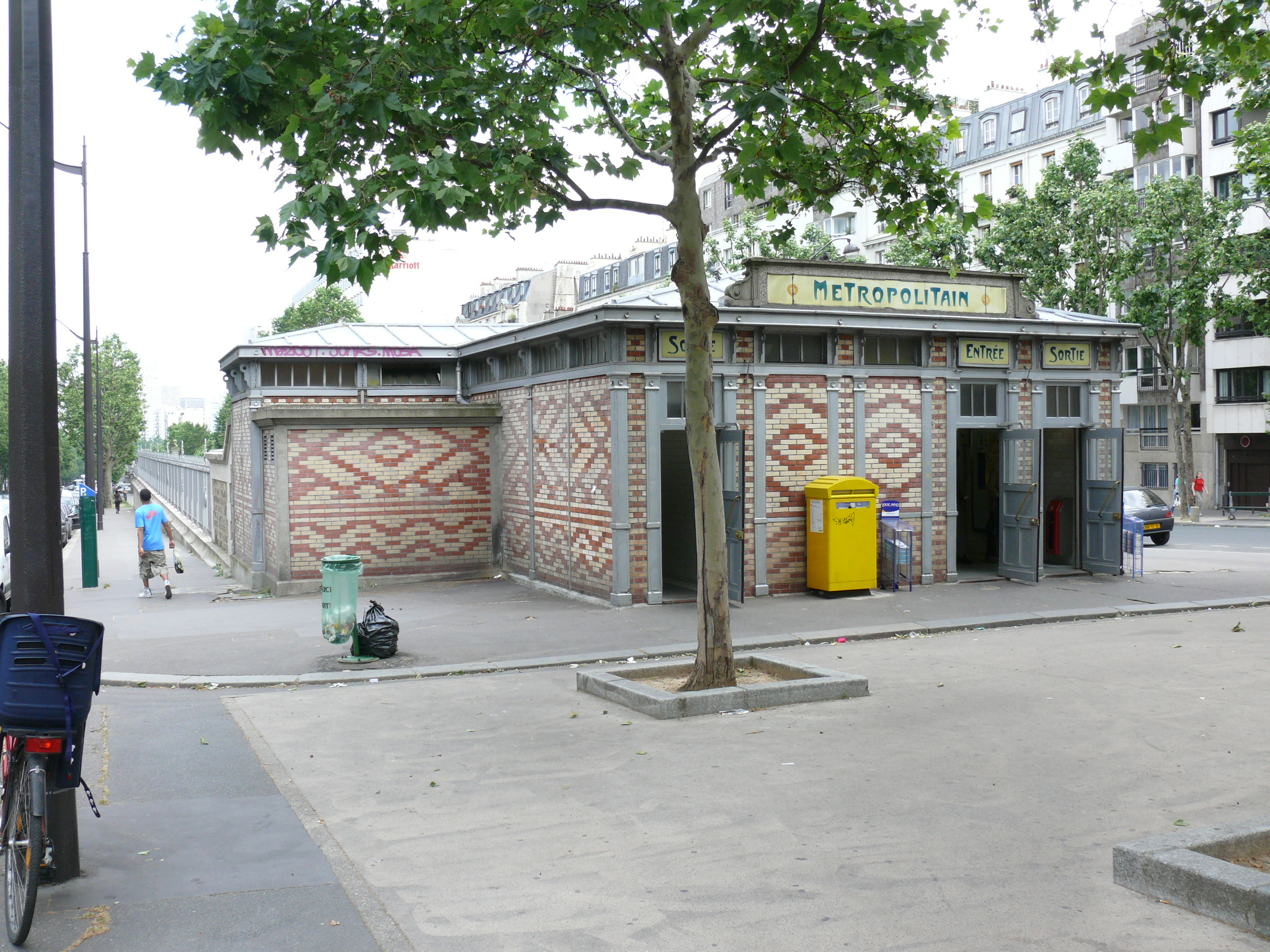
Édicule d'accès.

L'unique accès de la station se trouve sur le terre-plein central du boulevard Saint-Jacques, au niveau du croisement avec les rues du Faubourg-Saint-Jacques et de la Tombe-Issoire. C'est l'une des rares stations à posséder un édicule au-dessus des voies, d'où débouchent les accès vers la voie publique et vers les quais.

### Quais

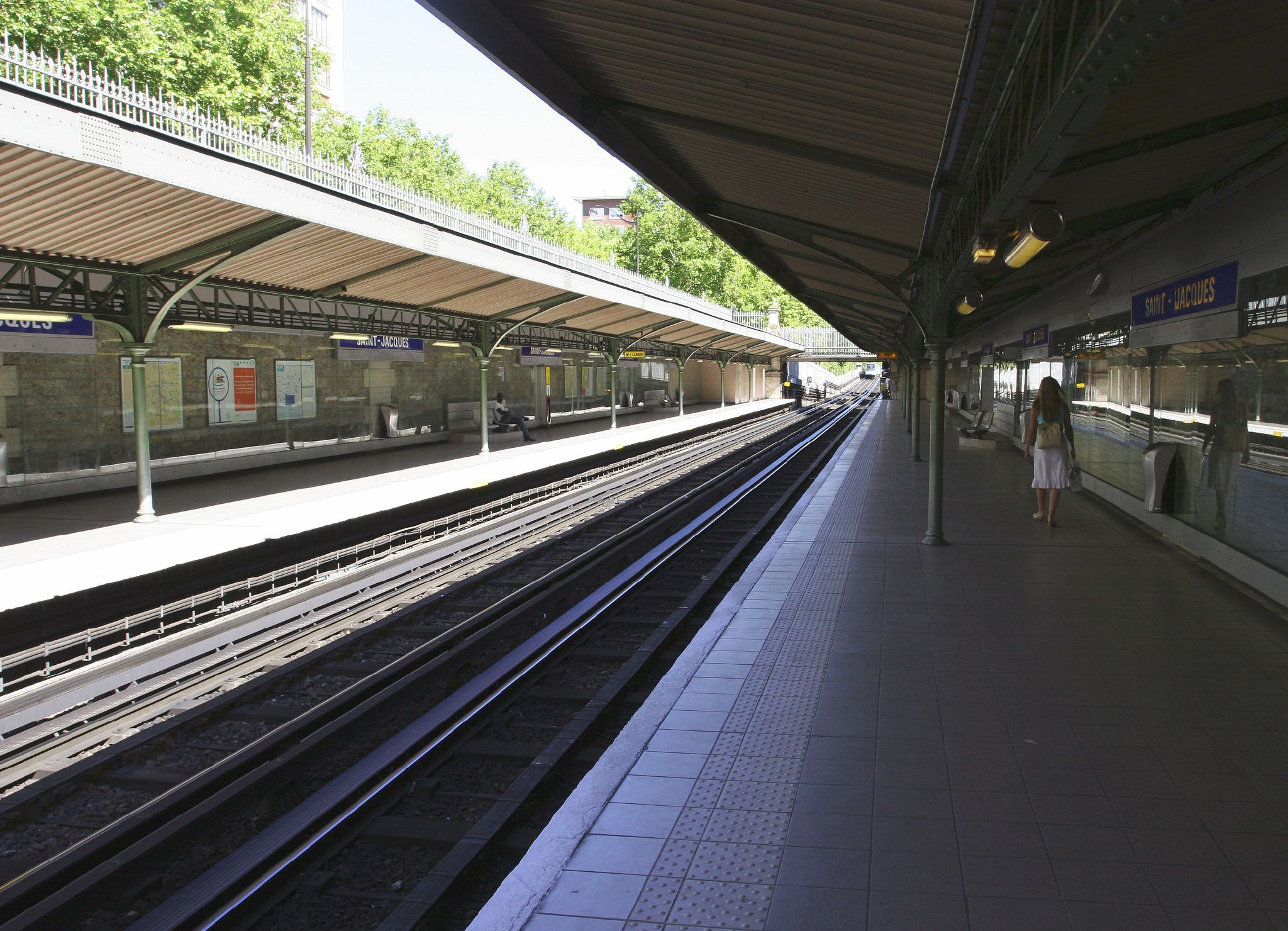
Quais de la station.

Saint-Jacques est une station de configuration standard : elle possède deux quais séparés par les voies du métro. En revanche, elle se distingue par sa situation, à fleur de sol, et sa décoration. En direction de Charles de Gaulle - Étoile, les voies entrent en souterrain au sortir de la station, tandis que, en direction de Nation, elles s'élèvent au-dessus du sol. La station est donc aérienne et les quais sont équipés de marquises soutenues par des poteaux situés au milieu des quais. L'éclairage est réalisé au moyen de simples tubes fluorescents. Les pieds-droits sont en pierres apparentes protégées par un vitrage rétroéclairé. Le nom de la station, également rétroéclairé, est écrit avec la police de caractères Parisine. Les sièges sont du style « Motte », de couleur grise, installés sur des banquettes maçonnées circulaires recouvertes de carreaux plats gris. Ce carrelage recouvrait également le sol jusqu'en 2018 où il a été remplacé par de l'asphalte. Les quais ne possèdent pas de publicité. Cet aménagement est un cas unique sur le réseau.

### Intermodalité
La station est desservie par les lignes 64 et 216 du réseau de bus RATP.

## À proximité
- Prison de la Santé
- Institut d'astrophysique de Paris

## Culture
- 1963 : Charade de Stanley Donen (extérieurs).